# Nyctemera variolosa
Nyctemera variolosa là một loài bướm đêm thuộc phân họ Arctiinae, họ Erebidae.